# میشائیل بوخهایم
میشائیل بوخهایم (انگلیسی: Michael Buchheim؛ زادهٔ ۱۲ اکتبر ۱۹۴۹) تیرانداز اهل آلمان بود.
وی در مسابقات کشوری و بین‌المللی در مجموع برندهٔ ۱ مدال برنز شده‌است.